# Anthony Bajon
Anthony Bajon (Villeneuve-Saint-Georges, 7 aprile 1994) è un attore francese.
Nel 2018 ha vinto l'Orso d'argento per il miglior attore al Festival di Berlino per la sua interpretazione nel film La Prière.

## Biografia
Ha esordito nel 2015 col film Les Ogres; nonostante compaia in una sola scena, la sua interpretazione viene evidenziata in una recensione dell'Hollywood Reporter, ricevendo pubblicamente elogi anche dalla sua protagonista Adèle Haenel. In seguito, viene diretto da André Téchiné in Nos années folles e interpreta il figlio dell'Auguste Rodin di Vincent Lindon nel film omonimo.
La sua interpretazione del protagonista, il tossicodipendente ventiduenne Thomas, ne La Prière di Cédric Kahn gli vale nel 2018 l'Orso d'argento per il miglior attore al festival internazionale del cinema di Berlino, rendendolo il settimo attore francese e, all'età di 23 anni, il più giovane di sempre (ex aequo con Leonardo DiCaprio, premiato nel 1996 per Romeo + Giulietta di William Shakespeare) a venire insignito di tale premio. Per il film, viene anche candidato al premio César per la migliore promessa maschile.

### Vita privata
È figlioccio dell'attore Guillaume Canet, con cui ha recitato in Nel nome della terra. In un'intervista del 2020 a Télérama, si è dichiarato femminista.

## Filmografia

### Cinema
- Les Ogres, regia di Léa Fehner (2015)
- Il medico di campagna (Médecin de campagne), regia di Thomas Lilti (2016)
- Les Enfants de la chance, regia di Malik Chibane (2016)
- Due fidanzati per Juliette (L'Embarras du choix), regia di Éric Lavaine (2017)
- Nos années folles, regia di André Téchiné (2017)
- Rodin, regia di Jacques Doillon (2017)
- Maryline, regia di Guillaume Gallienne (2017)
- La Prière, regia di Cédric Kahn (2018)
- Tu mérites un amour, regia di Hafsia Herzi (2019)
- Nel nome della terra (Au nom de la terre), regia di Édouard Bergeon (2019)
- Merveilles à Montfermeil, regia di Jeanne Balibar (2019)
- Teddy, regia di Ludovic e Zoran Boukherma (2020)
- Allons enfants (La Troisième Guerre), regia di Giovanni Aloi (2020)
- Une jeune fille qui va bien, regia di Sandrine Kiberlain (2021)
- Un altro mondo (Un autre monde), regia di Stéphane Brizé (2021)
- Athena, regia di Romain Gavras (2022)
- Chien de la casse, regia di Jean-Baptiste Durand (2023)
- L'amore che non muore (L'Amour ouf), regia di Gilles Lellouche (2024)
- Maldoror, regia di Fabrice Du Welz (2024)

### Televisione
- Les Dames – serie TV, episodio 5x01 (2015)
- Origines – serie TV, episodio 2x06 (2016)
- Little Murders by Agatha Christie (Les Petits Meurtres d'Agatha Christie) – serie TV, episodio 2x18 (2017)
- Les Grands – serie TV, 10 episodi (2017)
- Ad Vitam – serie TV, 4 episodi (2018)
- Jeux d'influence – miniserie TV, 6 puntate (2018-2019)
- Paris-Brest, regia di Philippe Lioret – film TV (2020)

### Cortometraggi
- Petit Homme, regia di Jean Guillaume Sonnier (2014)
- Azurite, regia di Maud Garnier (2015)
- Magic World, regia di Julien Hosmalin (2015)
- Fils de, regia di Léo Fontaine (2016)
- Le Bleu Blanc Rouge de mes cheveux, regia di Josza Anjembe (2017)

## Doppiatori italiani
- Danny Francucci in Allons enfants
- Mirko Cannella in Un altro mondo
- Federico Campaiola in Athena
- Riccardo Stranieri in L'amore che non muore

## Riconoscimenti
- Festival di Berlino

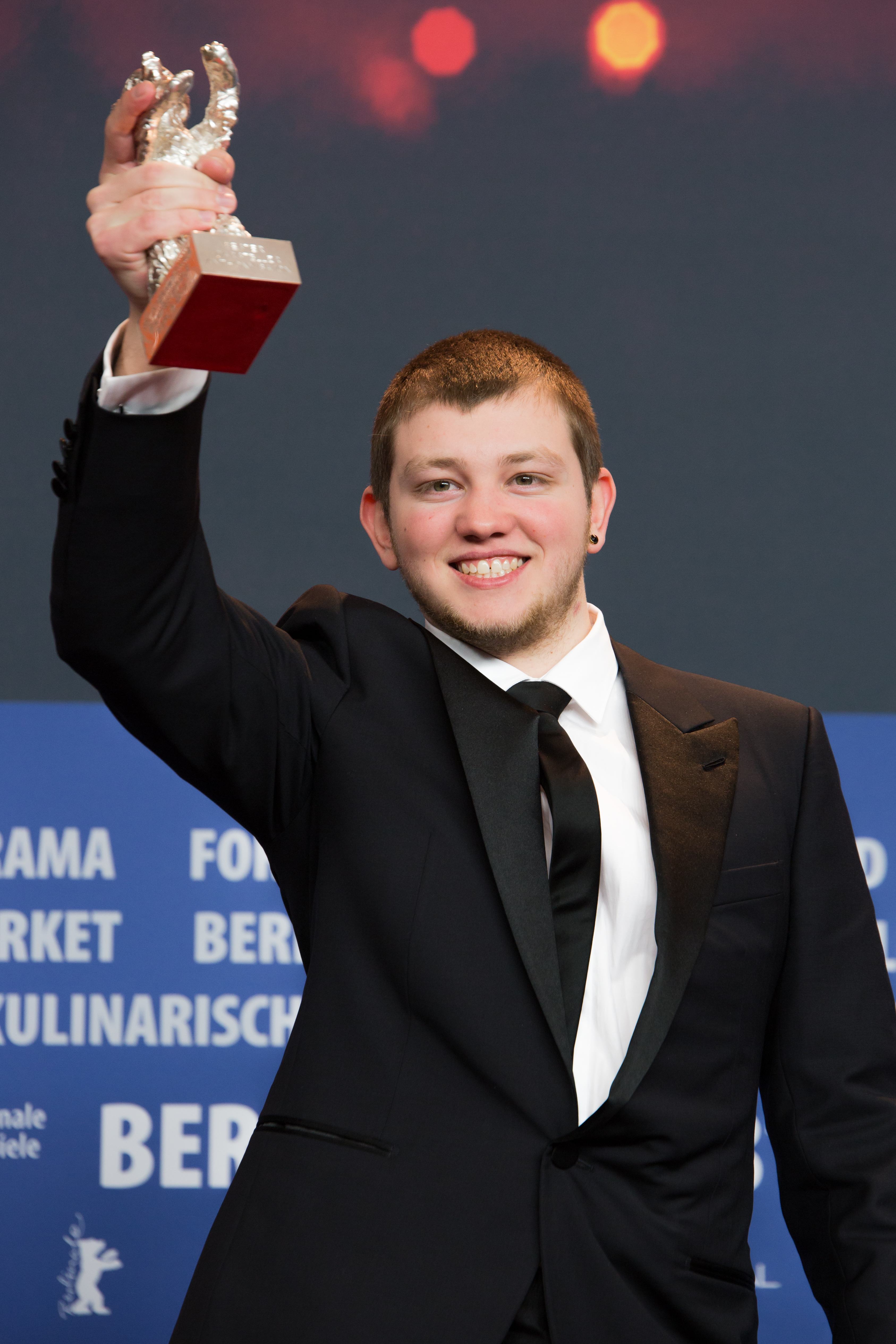
Anthony Bajon con l'Orso d'argento vinto al Festival di Berlino 2018.

  - 2018 – Orso d'argento per il miglior attore per La Prière
- Premio César
  - 2019 – Candidatura alla migliore promessa maschile per La Prière
  - 2020 – Candidatura alla migliore promessa maschile per Nel nome della terra
- Premio Lumière
  - 2019 – Candidatura alla migliore promessa maschile per La Prière